# Јута Ватанабе (бадминтон)
Јута Ватанабе (渡辺 勇大, Watanabe Yūta, рођен 13. јуна 1997.) је јапански играч бадминтона. Члан је тима Нихон Унисис и репрезентативац А репрезентације. Познат по својим брзим и експлозивним покретима са карактеристичним ударцима на терену, Ватанабе је, заједно са Арисом Хигашином, освојио 2 узастопне бронзане медаље у такмичењу мјешовитих парова на Летњим олимпијским играма 2020. године и 2024. године, као и четвороструки освајачи медаља на БВФ свјетским првенствима.
Трентно је 5 у свијету у категорији мјешовитих парова, а на Свјетској турнеји Светске бадминтон федерације је 19. у истој категорији.

## Профил бадминтонисте
- Висина играча: 1.67 m
- Тежина играча: 56 kg
- Доминантна рука: лијева
- Тренер(и): Џереми Ган
- Репрезентација: Јапан
- Клубови: Бипроги (Јапан)[6]
- Најбољи ранг (BWF): 65 (WD партнер Хиројуки Ендо, 5. март 2019.)
1 (XD партнерка Ариса Хигашино, 8. новембар 2022.)
- Тренутни ранг (BWF): 5 (XD партнерка Ариса Хигашино, 13. август 2024.)

## Каријера

### Ране године
Ватанабе је започео своју каријеру у бадминтону када се придружио јуниорском клубу Кодаира у Токију 2005. године. Свој таленат у бадминтону је показао када је освојио неко национално такмичење у основној школи. Он је склопио партнерство са Арисом Хигашино која је тада била разред више од њега у истој средњој школи Томиока Даи-ичи 2012. године.
Ватанабе је изабран да се придружи националном јуниорском тиму који се такмичио на јуниорском првенству Азије 2014. године и помогао је тиму да освоји бронзану медаљу у категорији мјешовитог тима. Такође се задовољио још једном бронзаном медаљом у конкуренцији дјечака у пару са Кенџијом Мицухашијем. На Свјетском првенству за јуниоре у Алор Сетару, у Малезији, освојио је бронзане медаље у дисциплини мјешовити парови са Арисом Хигашино и у мјешовитој екипној дисциплини. У јуну 2014. године први пут је наступио у сениорској међународној конкуренцији на Јапан Опену, такмичио се у мјешовитом дублу са Хигашином, али је двојац поражен у првом колу. Освојио је двије титуле на Отвореном првенству Кореје за јуниоре 2014. године у конкуренцији дјечака и мјешовитих парова, удруживши се са Мицухашијем и Чихаруом Шидом.
Ватанабе је сезону 2015. године започео освајањем титуле у дублу у холандском јуниорском турниру са Кенџијем Мицухашијем, а завршио је као полуфиналиста у мјешовитом пару са Чихару Шидом, а касније је освојио титулу у мјешовитом пару на немачком јуниорском турниру. У јулу се такмичио на јуниорском првенству Азије, освојио је бронзане медаље у појединачној и мјешовитој екипној дисциплини дјечака. Стигао је до свог првог финала у сениорској међународној дисциплини на Отвореном првенству Русије 2015. на БВФ Гранд При турниру. На јуниорском купу Данске освојио је двије титуле побједом у појединачној конкуренцији и у пару за дјечаке. У новембру је освојио бронзану медаљу у паровима дјечака на Светском јуниорском првенству у Лими у Перуу.
Године 2016., Ватанабе је освојио своју прву сениорску титулу на Вијетнам Интернатионал Челенџу у мјешовитом пару са Хигашином, а поред тога је постао вицешампион у мушком пару са Мицухашијем. Ватанабе је 2017. године започео ново партнерство са Хиројукијем Ендом у мушком пару. Додијељени поени су им помогли да обојица успију да се такмиче у догађају Суперсерије; док он и Хигашино такође имају довољно рангирања да уђу у фазу Суперсерије. Најбоље достигнуће у сезони је пласман у полуфинале Отвореног првенства Немачке и Мастерса Малезије у мушком пару, као и полуфинале Ол Ингланд опена у мјешовитом пару.

### Година 2018.
Значајан напредак се дешава у сезони 2018. године, Ватанабе са својим партнером Хигашином у мјешовитом пару и Ендом у мушком пару успјевају да прођу међународну фазу парова достижући треће и пето мјесто на БВФ ранг листи. Ватанабе и Хигашино су постали први мјешовити парови из Јапана који су освојили Ол Ингланд Опен од када је турнир први пут одржан 1899. године. На путу до финала, побједили су прва три носиоца, а затим освојили титулу након што су побједили пар петих носилаца Џенг Сивеја и Хуанг Јаћунгу. Обојица су такође завршили у полуфиналу на Отвореном првенству Малезије, Јапана, Француске и Фуџоу Кине; и на годишњем турниру БВФ Финала свјетске турнеје. У међувремену, у пару са Ендом, освојили су титулу на Кореја Опену; и завршили као финалисти на Отвореном првенству Малезије, Отвореном првенству Тајланда и финалу Свјетске турнеје.

### Година 2021.
У марту 2021. године, Ватанабе је побједио у дисциплинама мушких и мјешовитих парова на Отвореном првенству Енглеске са Хиројукијем Ендом и Арисом Хигашином. Био је први играч у више од 19 година који је постигао такав подвиг. У јулу се такмичио на Олимпијским играма у Токију 2020. године у мушком пару са Ендом и у мјешовитом пару са Хигашином. Темпо Ватанабеа и Енда је заустављен у четвртфиналу до евентуалних освајача златне медаље Ли Јанга и Ванг Ћилина, док су у мјешовитом пару Ватанабе и Хигашино освојили бронзану медаљу након побједе у игри за бронзану медаљу против Танг Чун Мана и Це Јинг Суету у директним утакмицама.

## Приватне информације
Ватанабе је ожењен.

## Спортска постигнућа

### Олимпијске игре
Мјешовити парови
| Година | Мјесто одржавања такмичења                | Партнер        | Противници                 | Поени        | Резултат |
| ------ | ----------------------------------------- | -------------- | -------------------------- | ------------ | -------- |
| 2020.  | Мусашино Форест Спорт Плаза, Токио, Јапан | Ариса Хигашино | Танг Чун Ман Тсе Јинг Сует | 21–17, 23–21 | Бронза   |
| 2024.  | Порт де ла Шапел Арена, Парис, Француска  | Ариса Хигашино | Сео Сунгђе Че Јуђунг       | 21–13, 22–20 | Бронза   |

### Свјетска првенства
Мјешовити парови
| Година | Мјесто одржавања такмичења                          | Партнер        | Противници                                 | Бодови       | Резултат |
| ------ | --------------------------------------------------- | -------------- | ------------------------------------------ | ------------ | -------- |
| 2019.  | Сент Јакобсхале, Базел, Швајцарска                  | Ариса Хигашино | Женг Сивеј Хуанг Јакјонг                   | 11–21, 15–21 | Бронза   |
| 2021.  | Палата спортова Каролина Марин, Уелва, Шпанија      | Ариса Хигашино | Дешапол Пуаваранукрох Сапсири Теаратаначај | 13–21, 14–21 | Сребро   |
| 2022.  | Метрополитска спортска дворана Токија, Токио, Јапан | Ариса Хигашино | Женг Сивеј Хуанг Јакјонг                   | 13–21, 16–21 | Сребро   |
| 2023.  | Ројал Арена у Копенхагену, Копенхаген, Данска       | Ариса Хигашино | Сео Сунгђе Че Јуђунг                       | 15–21, 13–21 | Бронза   |

### Азијске игре
Мјешовити парови
| Година | Мјесто одржавања тамичења         | Партнер        | Противник                | Бодови       | Резултат |
| ------ | --------------------------------- | -------------- | ------------------------ | ------------ | -------- |
| 2022.  | Binjiang Gymnasium, Хангџоу, Кина | Ариса Хигашино | Женг Сивеј Хуанг Јакјонг | 15–21, 14–21 | Сребро   |

### Првенство Азије
Мјешовити парови
| Година | Мјесто одржавања такмичења                        | Партнер        | Противници               | Бодови       | Резултат |
| ------ | ------------------------------------------------- | -------------- | ------------------------ | ------------ | -------- |
| 2022.  | Muntinlupa Sports Complex, Метро Манила, Филипини | Ариса Хигашино | Ванг Јиљу Хуанг Донгпинг | 12–21, 22–24 | Бронза   |

### Свјетска јуниорска првенства
Парови дјечака
| Година | Мјесто одржавања такмичења                           | Партнер        | Противници           | Бодови       | Резултат |
| ------ | ---------------------------------------------------- | -------------- | -------------------- | ------------ | -------- |
| 2015.  | Центро де Алто Рендимијенто де ла Видена, Лима, Перу | Кења Митсухаши | Хе Ђитинг Женг Сивеј | 13–21, 16–21 | Бронза   |

Мјешовити парови
| Година | Мјесто одржавања такмичења                       | Партнер        | Противници                   | Бодови       | Резултат |
| ------ | ------------------------------------------------ | -------------- | ---------------------------- | ------------ | -------- |
| 2014.  | Стадион Султан Абдул Халим, Алор Сетар, Малезија | Ариса Хигашино | Хуанг Кајксјанг Чен Квингчен | 19–21, 12–21 | Бронза   |

### Свјетска турнеја Свјетске бадминтон федерације (15 титула, 15 другопласираних)
Свјетска турнеја BWF, која је најављена 19. марта 2017. године и реализована 2018. године, је серија елитних бадминтон турнира које је одобрила Светска федерација за бадминтон. BWF свјетска турнеја је подјељена на нивое финала Свјетске турнеје, Супер 1000, Супер 750, Супер 500, Супер 300 и БСФ Тур Супер 100.
Мушки парови
| Година | Турнир                      | Ниво              | Партнер       | Противници                                   | Бодови              | Резултат       |
| ------ | --------------------------- | ----------------- | ------------- | -------------------------------------------- | ------------------- | -------------- |
| 2018.  | Малезија Опен               | Super 750         | Хиројуки Ендо | Такеши Камура Кејго Сонода                   | 8–21, 10–21         | Другопласирани |
| 2018.  | Тајланд Опен                | Super 500         | Хиројуки Ендо | Такеши Камура Кејго Сонода                   | 17–21, 19–21        | Другопласирани |
| 2018.  | Кореја Опен                 | Super 500         | Хиројуки Ендо | Такуро Хоки Југо Кобајаши                    | 9–21, 21–15, 21–10  | Побједник      |
| 2018.  | BWF Финале свјетске турнеје | World Tour Finals | Хиројуки Ендо | Ли Ђунхуј Лију Јучен                         | 15–21, 11–21        | Другопласирани |
| 2019.  | Џерман Опен                 | Super 300         | Хиројуки Ендо | Takeshi Kamura Кејго Сонода                  | 15–21, 21–11, 21–12 | Побједник      |
| 2019.  | Њу Зиланд Опен              | Super 300         | Хиројуки Ендо | Мохамад Ашан Хендра Сетиаван                 | 22–20, 15–21, 17–21 | Другопласирани |
| 2019.  | BWF Финале свјетске турнеје | World Tour Finals | Хиројуки Ендо | Мохамад Ашан Хендра Сетиаван                 | 22–24, 19–21        | Другопласирани |
| 2020.  | Ол Ингланд Опен             | Super 1000        | Хиројуки Ендо | Маркус Ферналди Гидеон Кевин Сеђаја Сукамуљо | 21–18, 12–21, 21–19 | Побједник      |
| 2021.  | Ол Ингланд Опен             | Super 1000        | Хиројуки Ендо | Такеши Камура (бадминтон) Кејго Сонода       | 21–15, 17–21, 21–11 | Побједник      |

Мјешовити парови
| Година | Турнир                      | Ниво              | Партнер        | Противници                                | Бодови              | Резултат       |
| ------ | --------------------------- | ----------------- | -------------- | ----------------------------------------- | ------------------- | -------------- |
| 2018.  | Ол Ингланд Опен             | Super 1000        | Ариса Хигашино | Женг Сивеј Хуанг Јаквјонг                 | 15–21, 22–20, 21–16 | Побједник      |
| 2018.  | Хонг Конг Опен              | Super 500         | Ариса Хигашино | Ванг Јиљу Хуанг Донгпинг                  | 21–18, 21–14        | Побједник      |
| 2019.  | Малезија Мастерс            | Super 500         | Ариса Хигашино | Дечапол Пуаваранукрох Сашсири Тератаначај | 21–18, 21–18        | Побједник      |
| 2019.  | Ол Ингланд Опен             | Super 1000        | Ариса Хигашино | Женг Сивеј Хуанг Јаквјонг                 | 17–21, 20–22        | Другопласирани |
| 2019.  | Тајланд Опен                | Super 500         | Ариса Хигашино | Ванг Јиљу Хуанг Донгпинг                  | 22–24, 21–23        | Другопласирани |
| 2019.  | Хонг Конг Опен              | Super 500         | Ариса Хигашино | He Jiting Du Yue                          | 22–20, 21–16        | Побједник      |
| 2021.  | Ол Ингланд Опен             | Super 1000        | Ариса Хигашино | Јуки Канеко Misaki Matsutomo              | 21–14, 21–13        | Побједник      |
| 2021.  | Денмарк Опен                | Super 1000        | Ариса Хигашино | Дечапол Пуаваранукрох Сашсири Тератаначај | 21–18, 21–9         | Побједник      |
| 2021.  | Френч Опен                  | Super 750         | Ариса Хигашино | Mathias Christiansen Александра Боје      | 21–8, 21–17         | Побједник      |
| 2021.  | Индонезија Опен             | Super 1000        | Ариса Хигашино | Дечапол Пуаваранукрох Сашсири Тератаначај | 12–21, 13–21        | Другопласирани |
| 2021.  | BWF Финале свјетске турнеје | World Tour Finals | Ариса Хигашино | Дечапол Пуаваранукрох Сашсири Тератаначај | 19–21, 11–21        | Другопласирани |
| 2022.  | Ол Ингланд Опен             | Super 1000        | Ариса Хигашино | Ванг Јиљу Хуанг Донгпинг                  | 21–19, 21–19        | Побједник      |
| 2022.  | Индонезија Опен             | Super 1000        | Ариса Хигашино | Женг Сивеј Хуанг Јаквјонг                 | 14–21, 16–21        | Другопласирани |
| 2022.  | Јапан Опен                  | Super 750         | Ариса Хигашино | Дечапол Пуаваранукрох Сашсири Тератаначај | 21–16, 21–23, 18–21 | Другопласирани |
| 2023.  | Малезија Опен               | Super 1000        | Ариса Хигашино | Женг Сивеј Хуанг Јаквјонг                 | 19–21, 11–21        | Другопласирана |
| 2023   | Индије Опен                 | Super 750         | Ариса Хигашино | Ванг Јиљу Хуанг Донгпинг                  | Walkover            | Побједник      |
| 2023.  | Сингапур Опен               | Super 750         | Ариса Хигашино | Матиас Кристиансен Александра Боје        | 14–21, 22–20, 16–21 | Другопласирани |
| 2023.  | Индонезија Опен             | Super 1000        | Ариса Хигашино | Женг Сивеј Хуанг Јаквјонг                 | 14–21, 11–21        | Другопласирани |
| 2023.  | Јапан Опен                  | Super 750         | Ариса Хигашино | Дечапол Пуаваранукрох Сашсири Тератаначај | 17–21, 21–16, 21–15 | Побједник      |
| 2024.  | Малезија Опен               | Super 1000        | Ариса Хигашино | Ким Вонхо Ђонг Најун                      | 21–18, 21–15        | Побједник      |
| 2024.  | Ол Ингланд Опен             | Super 1000        | Ариса Хигашино | Женг Сивеј Хуанг Јаквјонг                 | 16–21, 11–21        | Другопласирани |

## Гран при Свјетске бадминтон федерације (BWF Grand Prix) (1 другопласирани)
БВФ Гран при је имао два нивоа, Гранд При и Гранд При Голд. Био је то серијал турнира у бадминтону које је одобрила Свјетска бадминтон федерација (БВФ) и одиграни су између 2007. и 2017. године.
Мјешовити пар
| Година | Турнир      | Партнер        | Противници              | Бодови       | Резултат       |
| ------ | ----------- | -------------- | ----------------------- | ------------ | -------------- |
| 2015.  | Русија Опен | Ариса Хигашино | Чан Пенг Сун Го Љу Ђинг | 13–21, 21–23 | Другопласирани |

  BWF Grand Prix Gold турнир
  BWF Grand Prix турнир

## BWF Међународни челенџ у бадминтону/серија (1 титула, 2 другопласирани)
Мушки парови
| Година | Турнир                 | Партнер        | Противници               | Бодови       | Резултат       |
| ------ | ---------------------- | -------------- | ------------------------ | ------------ | -------------- |
| 2016.  | Остријан Опен          | Кења Митсухаши | Маркус Елис Крис Лангриџ | 14–21, 16–21 | Другопласирани |
| 2016.  | Вијентам Интернешионал | Кења Митсухаши | Онг Јевсин Тео Еји       | 19–21, 14–21 | Другопласирани |

Мјешовити парови
| Година | Турнир                 | Партнер        | Противници                       | Бодови       | Резултат  |
| ------ | ---------------------- | -------------- | -------------------------------- | ------------ | --------- |
| 2016.  | Вијентам Интернешионал | Ариса Хигашино | Тин Исријанет Пачарапун Чохувонг | 21–16, 21–14 | Побједник |

  BWF International Challenge турнир
  BWF International Series турнир

## Временски оквир перформанси
- W– побједа
- F = учесник финала
- SF = учесник полуфинала
- QF = учесник четвртфинала
- #R– кола 4, 3, 2, 1
- RR = кружна фаза
- Q# = квалификације
- A = одсутан
- G– златна медаља
- S = сребрна медаља
- B = бронзана медаља
- NH = није одржано
- N/A– није примјењиво
- DNQ = није се квалификовао за наставак такмичења

### Национални тим
- Јуниорски ниво

| Такмичења                  | 2014. | 2015. | Референце |
| -------------------------- | ----- | ----- | --------- |
| Asian Junior Championships | B     | B     |           |
| World Junior Championships | B     | 4th   | [ 8 ]     |

- Сениорски ниво

| Такмичења                     | 2017. | 2018. | 2019. | 2020. | 2021. | 2022. | 2023. |
| ----------------------------- | ----- | ----- | ----- | ----- | ----- | ----- | ----- |
| Asia Team Championships       | NH    | QF    | NH    | A     | NH    | A     | NH    |
| Asia Mixed Team Championships | G     | NH    | S     | NH    | NH    | NH    | QF    |
| Asian Games                   | NH    | B     | NH    | NH    | NH    | B     | NH    |
| Thomas Cup                    | NH    | S     | NH    | NH    | B     | B     | NH    |
| Sudirman Cup                  | B     | NH    | S     | NH    | S     | NH    | B     |

### Такмичење за појединце
- Дјечаци појединачно

| Event                      | 2015 |
| -------------------------- | ---- |
| Asia Junior Championships  | B    |
| World Junior Championships | 2R   |

- Парови дјечака

| Такмичења                  | 2014. | 2015. |
| -------------------------- | ----- | ----- |
| Asia Junior Championships  | B     | 1R    |
| World Junior Championships | 1R    | B     |

- Мјешовити парови

| EТакмичења                 | 2014. | Референце |
| -------------------------- | ----- | --------- |
| Asia Junior Championships  | 3R    |           |
| World Junior Championships | B     | [ 7 ]     |

#### Сениорски ниво

##### Мушкарци појединачно
| Турнир                    | Гран при Свјетске бадминтон федерације | Најбољи  |
| Турнир                    | 2015.                                  | Најбољи  |
| ------------------------- | -------------------------------------- | -------- |
| Русија Опен               | 1R                                     | 1R ('15) |
| Рангирање на крају године | 1,091                                  | 973      |

##### Мушки парови
| Такмичења           | 2017. | 2018. | 2019. | 2020. | Референце |
| ------------------- | ----- | ----- | ----- | ----- | --------- |
| Азијско првенство   | 2R    | QF    | G     | NH    |           |
| World Championships | 2R    | 3R    | 2R    | NH    |           |
| Олимпијске игре     | NH    | NH    | NH    | QF    | [ 11 ]    |

| Турнир                          | BWF Superseries / Grand Prix | BWF Superseries / Grand Prix | BWF Superseries / Grand Prix | BWF World Tour | BWF World Tour | BWF World Tour | BWF World Tour | Најбољи резултат | Референце |
| Турнир                          | 2015                         | 2016                         | 2017                         | 2018           | 2019           | 2020           | 2021           | Најбољи резултат | Референце |
| ------------------------------- | ---------------------------- | ---------------------------- | ---------------------------- | -------------- | -------------- | -------------- | -------------- | ---------------- | --------- |
| Syed Modi International         | A                            | A                            | A                            | 1R             | A              | NH             | NH             | 1R ('18)         |           |
| German Open                     | A                            | A                            | SF                           | 1R             | W              | NH             | NH             | W ('19)          |           |
| All England Open                | A                            | A                            | 1R                           | SF             | 2R             | W              | W              | W ('20, '21)     | [ 16 ]    |
| Korea Open                      | A                            | A                            | A                            | W              | 2R             | NH             | NH             | W ('18)          |           |
| Korea Masters                   | A                            | QF                           | A                            | A              | A              | NH             | NH             | QF ('16)         |           |
| Thailand Open                   | A                            | A                            | A                            | F              | SF             | NH             | NH             | F ('18)          |           |
| Indonesia Masters               | A                            | A                            | NH                           | 1R             | QF             | A              | A              | QF ('19)         |           |
| Indonesia Open                  | A                            | A                            | 1R                           | 2R             | QF             | NH             | A              | QF ('19)         |           |
| Malaysia Open                   | A                            | A                            | 1R                           | F              | 1R             | NH             | NH             | F ('18)          |           |
| Malaysia Masters                | A                            | A                            | SF                           | 2R             | QF             | A              | NH             | SF ('17)         |           |
| Singapore Open                  | A                            | A                            | 1R                           | A              | 2R             | NH             | NH             | 2R ('19)         |           |
| Japan Open                      | A                            | 2R                           | A                            | 1R             | QF             | NH             | NH             | QF ('19)         |           |
| U.S. Open                       | A                            | 2R                           | A                            | A              | A              | NH             | NH             | 2R ('16)         |           |
| Denmark Open                    | A                            | A                            | A                            | 1R             | QF             | w/d            | A              | QF ('19)         |           |
| French Open                     | A                            | A                            | A                            | 2R             | SF             | NH             | A              | SF ('19)         |           |
| Hong Kong Open                  | A                            | 2R                           | A                            | 1R             | SF             | NH             | NH             | SF ('19)         |           |
| Australian Open                 | A                            | A                            | 2R                           | A              | 1R             | NH             | NH             | 2R ('17)         |           |
| New Zealand Open                | A                            | A                            | A                            | A              | F              | NH             | NH             | F ('19)          |           |
| China Open                      | A                            | 1R                           | 1R                           | 1R             | QF             | NH             | NH             | QF ('19)         |           |
| China Masters                   | A                            | A                            | A                            | 2R             | 2R             | NH             | NH             | 2R ('18, '19)    |           |
| Russian Open                    | 2R                           | A                            | A                            | A              | A              | NH             | NH             | 2R ('15)         |           |
| U.S. Grand Prix                 | 1R                           | N/A                          | N/A                          | N/A            | N/A            | NH             | NH             | 1R ('15)         |           |
| Superseries / World Tour Finals | DNQ                          | DNQ                          | DNQ                          | F              | F              | DNQ            | DNQ            | F ('18, '19)     |           |
| Рангирање на крају године       | 224                          | 62                           | 27                           | 5              | 6              | 5              | 5              | 4                |           |
| Tournament                      | 2015                         | 2016                         | 2017                         | 2018           | 2019           | 2020           | 2021           | Best             |           |

##### Мјешовити парови
| Такмичења           | 2017. | 2018. | 2019. | 2020. | 2021. | 2022. | 2023. | 2024. | Референце |
| ------------------- | ----- | ----- | ----- | ----- | ----- | ----- | ----- | ----- | --------- |
| Asian Championships | 1R    | 2R    | QF    | NH    | NH    | B     | w/d   | QF    |           |
| Asian Games         | NH    | QF    | NH    | NH    | NH    | S     | NH    | NH    |           |
| World Championships | 2R    | 3R    | B     | NH    | S     | S     | B     | NH    |           |
| Олимпијске игре     | NH    | NH    | NH    | B     | NH    | NH    | NH    | B     | [ 12 ]    |

| Турнир                          | BWF Superseries / Grand Prix | BWF Superseries / Grand Prix | BWF Superseries / Grand Prix | BWF Superseries / Grand Prix | BWF World Tour | BWF World Tour | BWF World Tour | BWF World Tour | BWF World Tour | BWF World Tour | BWF World Tour | Најбољи резултат        | Референце     |
| Турнир                          | 2014.                        | 2015.                        | 2016.                        | 2017.                        | 2018           | 2019           | 2020           | 2021           | 2022           | 2023           | 2024           | Најбољи резултат        | Референце     |
| ------------------------------- | ---------------------------- | ---------------------------- | ---------------------------- | ---------------------------- | -------------- | -------------- | -------------- | -------------- | -------------- | -------------- | -------------- | ----------------------- | ------------- |
| Malaysia Open                   | A                            | A                            | A                            | 1R                           | SF             | 1R             | NH             | NH             | 1R             | F              | W              | W ('24)                 |               |
| India Open                      | A                            | A                            | A                            | 1R                           | A              | A              | A              | A              | A              | W              | QF             | W ('23)                 |               |
| Indonesia Masters               | A                            | A                            | A                            | NH                           | 1R             | SF             | A              | SF             | A              | w/d            | A              | SF ('19, '21)           |               |
| German Open                     | A                            | A                            | A                            | 1R                           | 2R             | QF             | NH             | NH             | 1R             | 2R             | A              | QF ('19)                |               |
| French Open                     | A                            | A                            | A                            | A                            | SF             | SF             | NH             | W              | w/d            | SF             | QF             | W ('21)                 |               |
| All England Open                | A                            | A                            | A                            | SF                           | W              | F              | 2R             | W              | W              | 2R             | F              | W ('18, '21, '22)       | [ 10 ] [ 16 ] |
| Thailand Open                   | A                            | A                            | A                            | A                            | 1R             | F              | NH             | NH             | SF             | A              | A              | F ('19)                 |               |
| Malaysia Masters                | A                            | A                            | A                            | A                            | 1R             | W              | A              | NH             | QF             | A              | A              | W ('19)                 |               |
| Singapore Open                  | A                            | A                            | A                            | 1R                           | A              | 1R             | NH             | NH             | A              | F              | 1R             | F ('23)                 |               |
| Indonesia Open                  | A                            | A                            | A                            | 2R                           | QF             | 1R             | NH             | F              | F              | F              | 1R             | F ('21, '22, '23)       |               |
| Australian Open                 | A                            | A                            | A                            | 1R                           | A              | SF             | NH             | NH             | w/d            | w/d            | A              | SF ('19)                |               |
| U.S. Open                       | A                            | A                            | 2R                           | A                            | A              | A              | NH             | NH             | NH             | A              | A              | 2R ('16)                |               |
| Canada Open                     | A                            | A                            | A                            | A                            | A              | A              | NH             | NH             | A              | QF             | A              | QF ('23)                |               |
| Japan Open                      | 1R                           | Q8                           | 2R                           | A                            | SF             | QF             | NH             | NH             | F              | W              | QF             | W ('23)                 |               |
| Korea Open                      | A                            | A                            | A                            | A                            | QF             | QF             | NH             | NH             | A              | SF             |                | SF ('23)                |               |
| China Open                      | A                            | A                            | QF                           | 1R                           | QF             | QF             | NH             | NH             | NH             | QF             |                | QF ('16, '18, '19, '23) |               |
| Hong Kong Open                  | A                            | A                            | 2R                           | A                            | W              | W              | NH             | NH             | NH             | w/d            |                | W ('18, '19)            |               |
| Denmark Open                    | A                            | A                            | A                            | A                            | 1R             | 1R             | w/d            | W              | QF             | 2R             |                | W ('21)                 |               |
| Hylo Open                       | A                            | A                            | A                            | A                            | A              | A              | A              | A              | w/d            | A              |                | —                       |               |
| Korea Masters                   | A                            | A                            | 2R                           | A                            | A              | A              | NH             | NH             | A              | A              |                | 2R ('16)                |               |
| Japan Masters                   | NH                           | NH                           | NH                           | NH                           | NH             | NH             | NH             | NH             | NH             | SF             |                | SF ('23)                |               |
| China Masters                   | A                            | A                            | SF                           | A                            | SF             | SF             | NH             | NH             | NH             | 1R             |                | SF ('16, '18, '19)      |               |
| Superseries / World Tour Finals | DNQ                          | DNQ                          | DNQ                          | DNQ                          | SF             | SF             | DNQ            | F              | w/d            | SF             |                | F ('21)                 |               |
| Њу Зиланд опен                  | A                            | A                            | QF                           | A                            | A              | A              | NH             | NH             | NH             | NH             | NH             | QF ('16)                |               |
| Русија опен                     | A                            | F                            | A                            | A                            | A              | A              | NH             | NH             | NH             | NH             | NH             | F ('15)                 |               |
| Рангирање на крају године       | 421                          | 184                          | 22                           | 29                           | 3              | 3              | 5              | 4              | 4              | 2              |                | 1                       |               |
| Турнири                         | 2014.                        | 2015.                        | 2016.                        | 2017.                        | 2018.          | 2019.          | 2020.          | 2021.          | 2022.          | 2023 .         | 2024.          | Најбољи резултат        |               |